# Lerista gerrardii
Lerista gerrardii este o specie de șopârle din genul Lerista, familia Scincidae, descrisă de Gray 1864. Conform Catalogue of Life specia Lerista gerrardii nu are subspecii cunoscute.